# Ópera e Ballet do Estado da Turquia

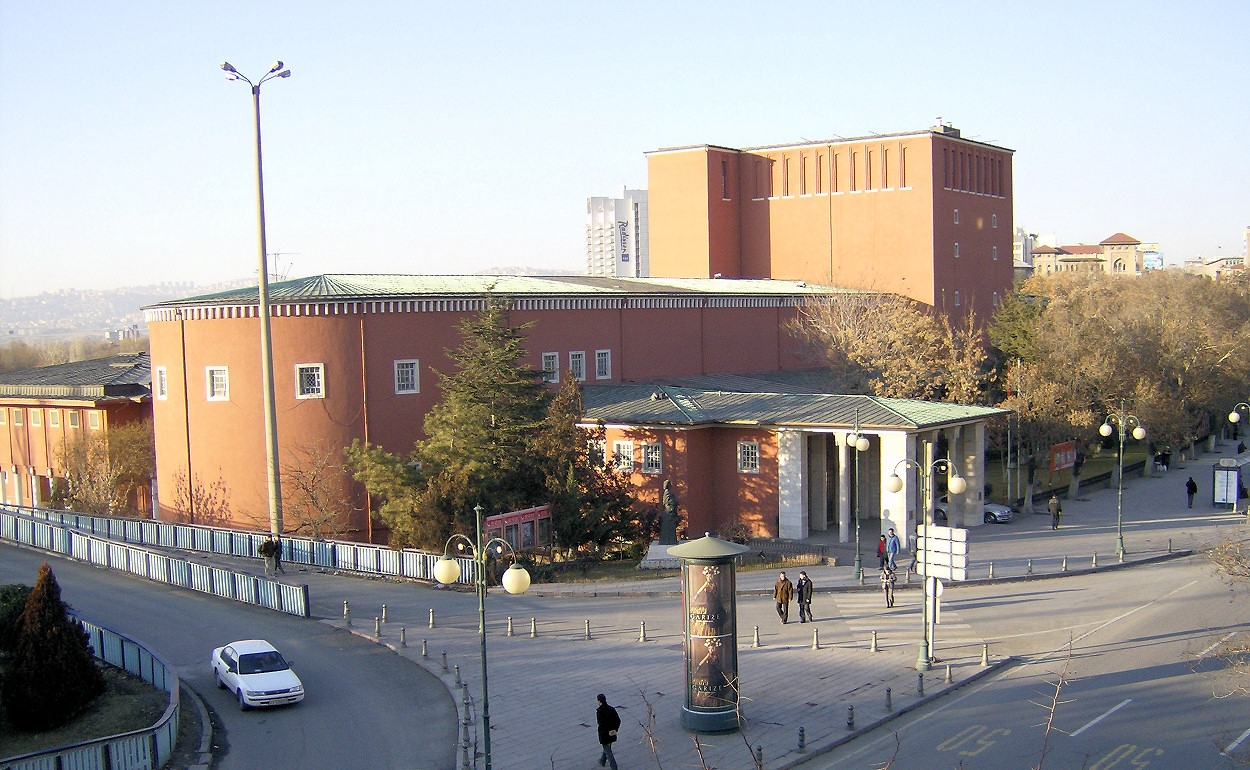
A Ópera de Ancara (Opera Sahnesi), o maior dos três teatros de ópera da capital turca

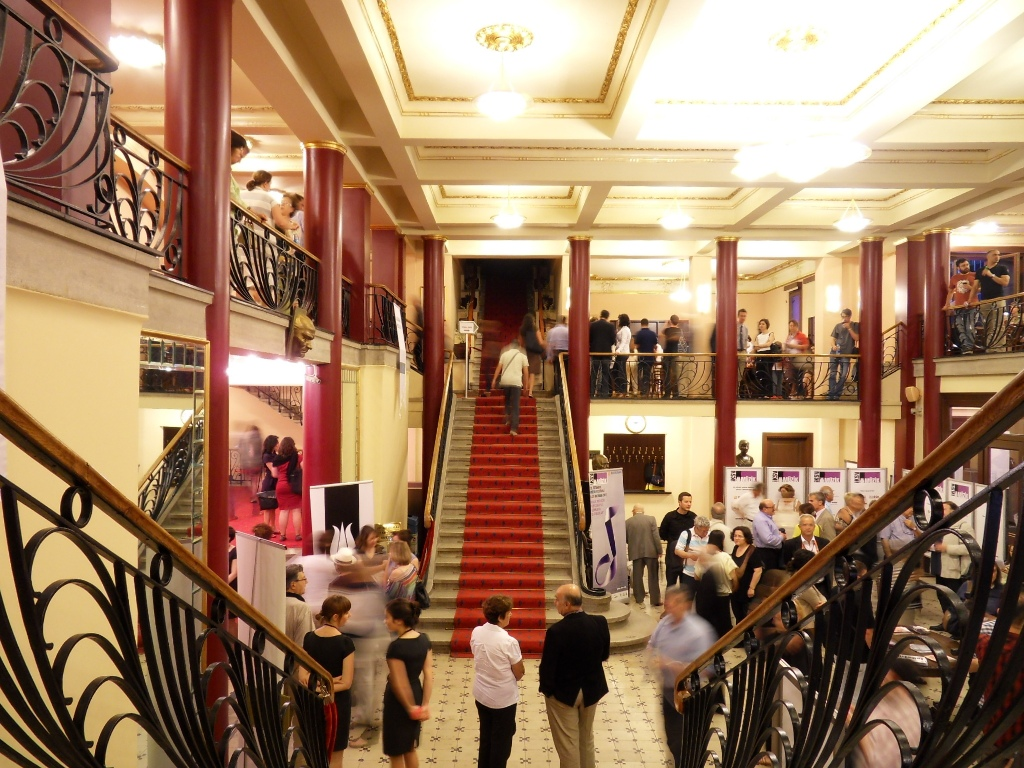
Interior da Ópera Süreyya, em Istambul, um dos dois locais onde funciona a "Ópera e Ballet Estatal de Istambul"

Devlet Opera ve Balesi (tradução literal do turco: Ópera e Ballet do Estado da Turquia) é o departamento governamental da Turquia que tutela as companhias nacionais de bailado e ópera, as quais estão sediadas em Ancara, Istambul, Esmirna, Mersin, Antália e Samsun.

## História

### Império otomano
É comum considerar-se que a primeira representação de uma ópera no Império Otomano ocorreu durante o reinado de Selim III, que reinou entre 1789 e 1807. Selim, ele próprio um compositor e poeta, convidou uma companhia estrangeira para encenar uma ópera no Palácio Topkapı em 1797.
Em 1840, a ópera Belisario, de Gaetano Donizetti, irmão de Giuseppe Donizetti, alto funcionário da corte imperial otomana como "Instrutor Geral da 'Música Imperial Otomana'", tornou-se a primeira ópera a ser traduzida para turco e foi apresentada num teatro recentemente construído em Istambul pelo arquiteto italiano Bosco. Esse teatro passaria para a posse de Tütüncüoğlu Mikail Naum em 1844, que continuou a montar e apresentar espetáculos de ópera nos 26 anos seguintes. Um dos espetáculos públicos de ópera mais importantes foi a representação de Ernani, de Verdi, num teatro de Beyoğlu, Istambul, por uma companhia italiana em 1846. No mesmo ano, o teatro de Naum Efendi foi destruído por um fogo e foi substituído por um novo. Entre 1846 e 1877, diversas óperas de Verdi, representadas sobretudo por companhias italianas, tiveram vastas audiências.
À semelhança das outras artes, o desenvolvimento da ópera e ballet parou a partir de 1880 devido às quase constantes guerras, que tiveram o seu auge nas Guerras dos Balcãs e na Primeira Guerra Mundial e que foram determinantes no colapso do império.

### Era republicana
A fundação da nova república da Turquia em 1923 foi seguida das Reformas de Atatürk, as quais incluíam reformas de grande alcance no campo da cultura às quais era atribuída grande importância. Sob a orientação pessoal de Atatürk, muitos jovens talentosos foram enviados para a Europa para receberem educação profissional. No seu regresso à Turquia nos anos 1930, esses jovens tornaram-se professores de música e de artes cénicas no recém criado Musiki Muallim Mektebi (Escola de Professores de Música) em Ancara, inaugurada em 1924, e a Darülelhan em Istambul.

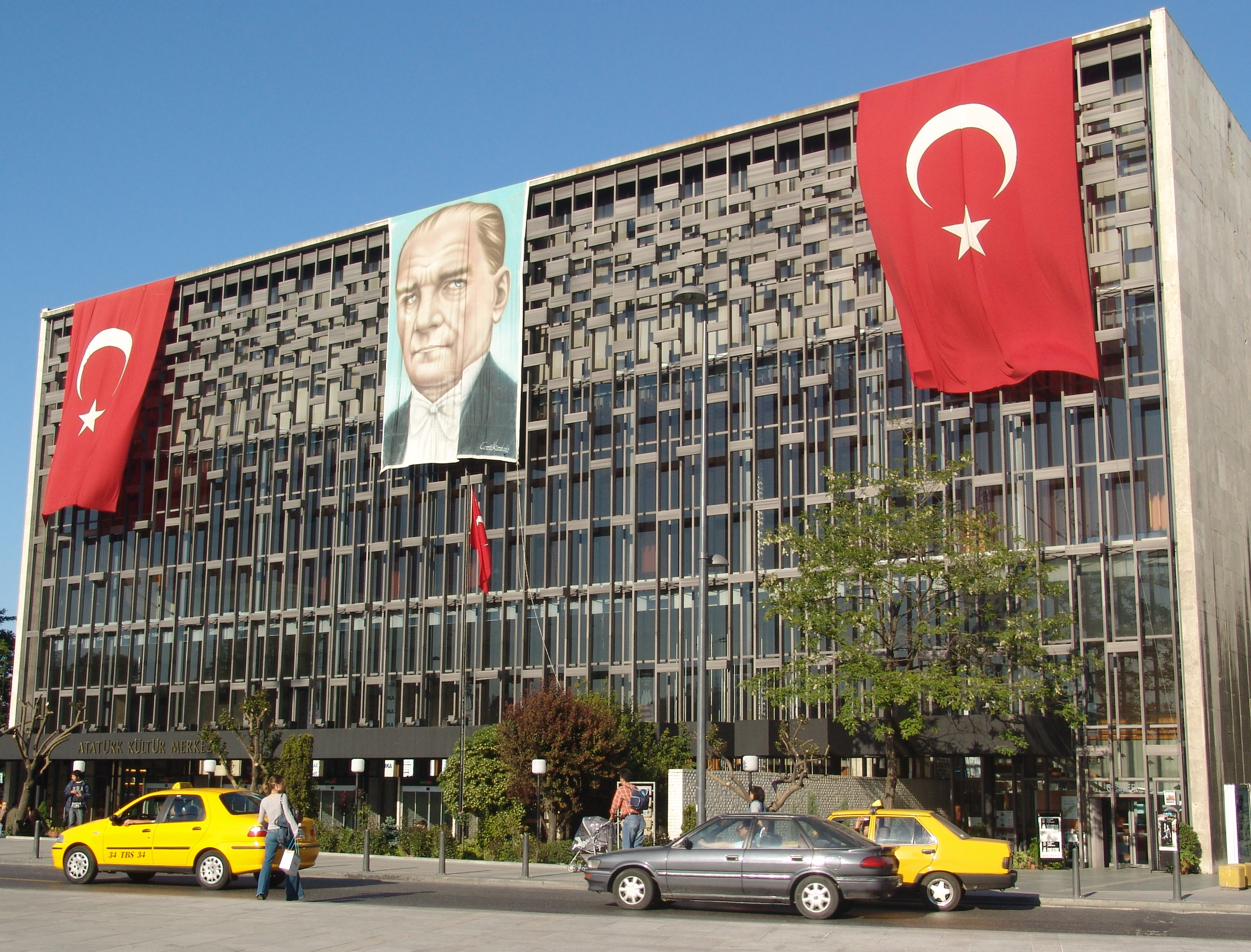
O Centro Cultural Atatürk, em Istambul

A primeira ópera turca, Özsoy, composta por Ahmet Adnan Saygun com letras de Münir Hayri Egeli, foi estreada em 1934. Pouco depois estrearam Taşbebek de Ahmet Saygun e 
Bay Önder de Necil Kazım Akses.
Durante 1935, o compositor Paul Hindemith e o encenador Carl Ebert foram convidados para dar conferências na Musiki Muallim Mektebi, que depois se tornaria o Conservatório Nacional de Ancara. Foram oferecidos cargos permanentes no conservatório aos dois conferencistas. Carl Ebert permaneceu em Ancara como diretor da escola de teatro do conservatório e do estúdio de ópera durante os nove anos seguintes. Apesar de não ter podido aceitar o convite, Paul Hindemith continuou a ser uma visita frequente em Ancara,onde inspecionava as atividade da escola de música.
Em 16 de maio de 1940, o Conservatório Nacional foi legalmente criado, sendo composto por escolas de música, ópera, ballet e teatro. O primeiro espetáculo levado à cena pelos estudantes do conservatório foi a ópera cómica de um ato Bastien und Bastienne, de Mozart, representada com texto em turco e acompanhada pela Orquestra Sinfónica Presidencial da Turquia. Em 1940, foi representado o segundo ato da Madama Butterfly de Puccini cantada em turco pelo pessoal do estúdio de ópera do conservatório. Em 1941 foi representada a Tosca.
A conversão do já existente edifício Sergievi ("Casa de Representação") num teatro de ópera foi iniciada em 1947, tendo sido estreado nas suas novas funções em 2 de abril de 1948 com a representação de peças compostas pelos chamados "Cinco Turcos" (Ahmet Adnan Saygun, Ulvi Cemal Erkin, Cemal Reşit Rey, Hasan Ferit Alnar e Necil Kazım Akses) e pela estreia de Kerem, de Ahmet Adnan Saygun.
A organização da orquestra e coro de ópera foi completada entre 1950 e 1953. Durante o mesmo período, foi estabelecida uma escola de ballet em Istambul, tendo como prima ballerina Ninette de Valois. Essa escola foi posteriormente integrada no Conservatório Nacional de Ancara, tendo formado os seus primeiros diplomados em 1956.
A gestão do teatro e da ópera foi dividida em 1958, tendo sido criadas as direções gerais dos "Teatros Estatais" (Devlet Tiyatroları) e a "Ópera e Ballet Estatais". Em 1959, foi criada a "Ópera Cidade de Istambul", por iniciativa privada pessoal de Aydın Gün, a qual foi nacionalizada em 1970 como "Ópera e Ballet Estatal de Istambul". Em 1983 foi fundada a "Ópera e Ballet Estatal de Esmirna", em 1992 a "Ópera e Ballet Estatal de Mersin" e em 1999 a "Ópera e Ballet Estatal de Antália".

## Salas de espetáculos
- Ancara: Ópera de Ancara (Opera Sahnesi ou Büyük Tiyatro), Leyla Gencer Sahnesi e Operet Sahnesi
- Istambul: Centro Cultural Atatürk e Ópera Süreyya
- Esmirna: Ópera e Ballet Estatal de Esmirna
- Mersin: Ópera e Ballet Estatal de Mersin
- Antália: Ópera e Ballet Estatal de Antália
- Samsun: Ópera e Ballet Estatal de Samsun